# 秋田県道165号羽後本荘停車場線
秋田県道165号羽後本荘停車場線（あきたけんどう165ごう うごほんじょうていしゃじょうせん）は、秋田県由利本荘市を通る一般県道である。

## 概要
JR東日本・羽越本線、由利高原鉄道・鳥海山ろく線の羽後本荘駅から西方向へ600メートルで南方向へ進路を変え、国道105号の御門交差点終点に至る短距離路線である。

### 路線データ
- 総延長 : 1.711 km[2]
- 実延長 : 1.711 km[2]
- 起点 : 秋田県由利本荘市花畑町一丁目307番（JR東日本/由利高原鉄道・羽後本荘駅）[3]北緯39度23分12.42秒 東経140度3分25.55秒
- 終点 : 秋田県由利本荘市鶴沼121番地1地先（国道105号交点）[3]北緯39度23分10.88秒 東経140度2分22.41秒
- 未供用区間 : なし[2]

## 歴史
- 1959年（昭和34年）2月17日 - 秋田県道に認定される[3]。

## 路線状況

### 冬期閉鎖区間
- なし[4]

### 交通不能区間
- なし[5]

## 地理

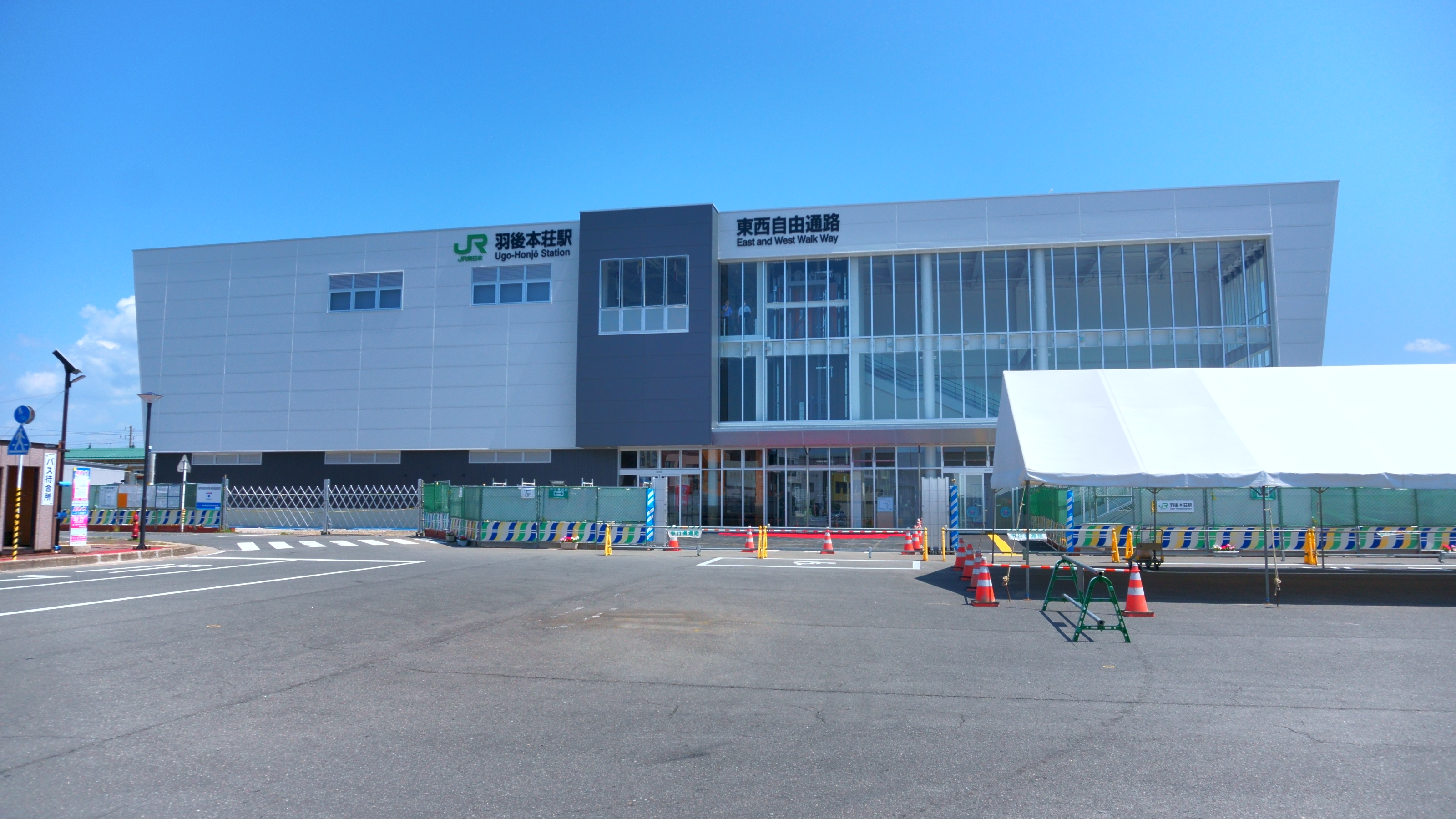
起点・羽後本荘駅

### 交差する道路
| 施設名         | 接続路線名 | 備考 | 所在地                 |
| -------------- | --- | ---- | ---------------------- |
| 〈羽後本荘駅〉 | | 起点 | 由利本荘市花畑町一丁目 |
|                | 国道105号 （国道107号・国道108号・国道398号・ 秋田県道9号秋田雄和本荘線・ 秋田県道10号本荘西仙北角館線 重複） | 終点 | 由利本荘市鶴沼         |

### 沿線の施設
- JR東日本 羽越本線/由利高原鉄道 鳥海山ろく線・羽後本荘駅
- 本荘駅前郵便局
- 由利本荘市役所
- 本荘公園（本荘城址）
- 本荘郵便局